# Chiesa di San Lorenzo (Serravalle)
La chiesa di San Lorenzo, già dei Santi Fabiano e Sebastiano, è un edificio sacro situato a Serravalle, nei pressi di Ponte d'Arbia, nel comune di Buonconvento.

## Storia
L'edificio nacque come cappella del castello di Serravalle, dipendente dalla perduta pieve di Sprenna. Documenti del 1317 e del 1409 testimoniano la presenza della chiesa: «Plebes de Sprenna cum Capella de Serravalle». Qui ebbe sede la Compagnia dei Santi Fabiano e Sebastiano, e per questa era nota anche come chiesa della Compagnia o dei Santi Fabiano e Sebastiano.
In seguito alla soppressione delle compagnie laicali e delle congregazioni religiose del 6 aprile 1785, la chiesa rimase inutilizzata e fu quindi deciso, con decreto del 28 aprile 1786 dell'arcivescovo Tiberio Borghesi, la traslazione del titolo di San Lorenzo dalla ormai abbandonata pieve di Sprenna.

## Descrizione
Assai deteriorata (una recente caduta parziale della copertura l'ha resa inagibile), la costruzione conserva i segni della luminosa distribuzione settecentesca degli ambienti, ulteriormente sottolineata dalla presenza degli altari finemente lavorati a stucco e delle sculture, originariamente in legno policromo, poi tinte di bianco ad imitazione del gesso, una volta collocate ai lati dell'altare e oggi ritirate per motivi di sicurezza. Nell'altare laterale a destra era inserita una bella pala seicentesca, oggi esposta al Museo, raffigurante la Madonna del Rosario con i santi Domenico, Giovanni Battista, Caterina d'Alessandria, Caterina da Siena, Lucia di Astolfo Petrazzi.